# Acanalonia viridula
Acanalonia viridula är en insektsart som beskrevs av Metcalf och Bruner 1930. Acanalonia viridula ingår i släktet Acanalonia och familjen Acanaloniidae. Inga underarter finns listade i Catalogue of Life.